# Lifou
Lifou (en drehu : Drehu) est une île de la mer de Corail qui fait partie des îles Loyauté, dont elle est la plus importante. C'est une commune française ainsi qu'une aire coutumière de la Nouvelle-Calédonie.
Situé au bord de la baie de Châteaubriand, Wé en est le centre administratif. Elle regroupe les principales infrastructures commerciales et administratives de l'île.
La commune fait partie de l'aire coutumière Drehu.

## Géographie

### Localisation

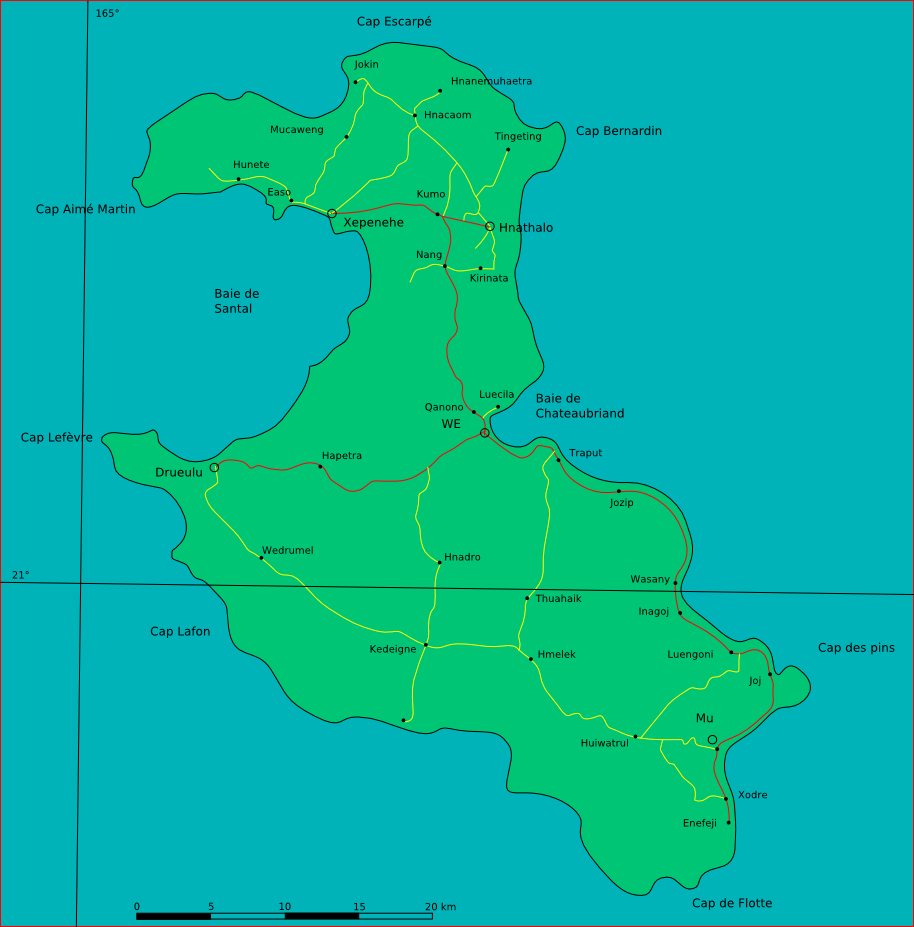
Carte de Lifou

Comme ses voisines Maré et Ouvéa, Lifou est constituée de roches calcaires massives d'origine corallienne (karsts calcitiques et dolomitiques) : c'est un atoll surélevé, un ancien atoll progressivement soulevé au cours des âges.

### Climat
| Mois                                            | jan.          | fév.          | mars          | avril         | mai           | juin          | jui.          | août          | sep.          | oct.          | nov.          | déc.         | année      |
| ----------------------------------------------- | ------------- | ------------- | ------------- | ------------- | ------------- | ------------- | ------------- | ------------- | ------------- | ------------- | ------------- | ------------ | ---------- |
| Température minimale moyenne (°C)               | 22,6          | 23            | 22,7          | 21,5          | 19,2          | 17,4          | 15,7          | 15,4          | 16,3          | 18,1          | 19,9          | 21,3         | 19,4       |
| Température moyenne (°C)                        | 26,1          | 26,3          | 25,8          | 24,6          | 22,7          | 21,1          | 19,9          | 19,8          | 20,7          | 22,3          | 23,7          | 25           | 23,2       |
| Température maximale moyenne (°C)               | 29,5          | 29,6          | 29            | 27,8          | 26,1          | 24,9          | 24,1          | 24,1          | 25,2          | 26,4          | 27,5          | 28,8         | 26,9       |
| Record de froid (°C) date du record             | 11 16.1953    | 14,1 03.2010  | 13,6 04.1965  | 10,9 28.1960  | 7,4 12.1966   | 5,5 21.1960   | 4,4 27.1985   | 4,5 26.1978   | 5,5 11.2003   | 7 02.1990     | 8,5 02.1965   | 10 07.1963   | 4,4 1985   |
| Record de chaleur (°C) date du record           | 33,3 14.1992  | 34,6 07.2016  | 32,1 26.2006  | 31,9 10.2006  | 30,3 05.2014  | 29,5 05.2010  | 30 26.1986    | 28,9 31.1986  | 30,6 26.1974  | 30,3 18.2010  | 32,2 22.1993  | 32,8 24.1973 | 34,6 2016  |
| Ensoleillement (h)                              | 223,4         | 186,8         | 194           | 194,6         | 178,3         | 151,4         | 180           | 194,5         | 208,7         | 236,1         | 230,1         | 233,8        | 2 411,5    |
| Record de vent (km/h) date du record            | 38 30.2003    | 47,5 03.2021  | 37 10.2018    | 28 10.1989    | 44,9 09.2017  | 26 17.2004    | 23 10.1996    | 21 13.1994    | 20 22.1998    | 21 12.2006    | 27 17.1994    | 29 17.1986   | 47,5 2021  |
| Précipitations (mm)                             | 177,5         | 245,6         | 256,5         | 170,1         | 139,5         | 143,8         | 98,7          | 67,2          | 77,5          | 66,1          | 83,2          | 149,1        | 1 674,8    |
| Record de pluie en 24 h (mm) date du record     | 248,2 02.1989 | 348,8 25.1965 | 287,3 15.1991 | 251,9 01.1967 | 283,3 02.1985 | 247,8 11.1966 | 360,8 15.2003 | 122,7 21.2011 | 116,8 11.1999 | 202,2 20.2004 | 286,1 25.1973 | 239 16.1986  | 360,8 2003 |
| Nombre de jours avec précipitations             | 12            | 13,9          | 15,9          | 12            | 11,8          | 10,1          | 8,4           | 7,3           | 6             | 6,6           | 8             | 10,4         | 122,4      |
| dont nombre de jours avec précipitations ≥ 5 mm | 5,7           | 8,2           | 8,8           | 6             | 5,2           | 5             | 3,7           | 3,1           | 2,7           | 2,5           | 3,5           | 5,5          | 59,8       |

| Diagramme climatique                                  |             |             |               |               |               |              |              |              |              |              |               |
| J                                                     | F           | M           | A             | M             | J             | J            | A            | S            | O            | N            | D             |
| 29,522,6177,5                                         | 29,623245,6 | 2922,7256,5 | 27,821,5170,1 | 26,119,2139,5 | 24,917,4143,8 | 24,115,798,7 | 24,115,467,2 | 25,216,377,5 | 26,418,166,1 | 27,519,983,2 | 28,821,3149,1 |
| Moyennes : • Temp. maxi et mini °C • Précipitation mm |             |             |               |               |               |              |              |              |              |              |               |

### Géologie, relief et hydrographie
Elle constitue ainsi, avec les îles voisines de Maré au sud-est et d'Ouvéa au nord-ouest, la partie émergée de la ride des Loyauté, ancien arc volcanique intra-océanique d'âge éocène né des effets d'une subduction à plongement vers l'est, réaffecté ensuite par un magmatisme de type « point chaud » aux époques oligocène et miocène. La ride a connu trois phases tectoniques principales : la formation d'abord d'un graben axial, puis un événement compressif correspondant à l'obduction de l'éocène supérieur connue par la Grande Terre, et finalement une collision avec l'arc des Nouvelles-Hébrides. Les îles constituent donc les sommets de cette ride qui ont progressivement émergé à partir du Pléistocène, formant des atolls surélevés, en raison de la proximité de la zone de subduction de la fosse des Nouvelles-Hébrides (où la plaque australienne plonge sous la plaque des Nouvelles-Hébrides), qui entraîne un bombement de la croûte océanique de la plaque australienne, dernier épisode tectonique définissant la ride actuelle des îles Loyauté.
Lifou présente donc un large plateau central en huit, coupé par un isthme rocheux et couvert de forêts, correspondant au fond de l’ancien atoll (le reste desséché de son lagon), entouré par une couronne de falaises correspondant à l’ancienne barrière récifale.
Du fait de son substrat calcaire très poreux, Lifou est dépourvue de cours d'eau. Mais elle renferme en profondeur une importante lentille d'eau douce, dite lentille de Ghinsberg-Herzberg. Celle-ci est accessible par des trous d'eau, et depuis la prise de possession de l'île, par des puits profonds creusés par l'infanterie de marine dans de nombreux villages. Les trous d'eau sont dans des grottes et jouent un rôle variable dans la mythologie locale.

### Voies de communication et transports
Lifou est desservie par l'aéroport intérieur de Wanaham, au nord-est de l'île, qui la relie à Nouméa (aéroport de Magenta) par les compagnies Air Calédonie ou Air Loyauté, et Tiga (Aéroport de Tiga).
Une route territoriale, la RT 2 (21 km), relie Wé à cet aéroport, et une route provinciale, la RP 1 (9,55 km), part de la RT 2 au niveau du rond-point de Kumo (non loin de l'aéroport) pour rejoindre le wharf de Xepenehe, au nord-ouest de l'île.
Le port de Wé (géré par le port autonome de Nouvelle-Calédonie), dispose d'un quai de 60 m de long, de 1,2 ha de terre-plein, de 450 m2 de dock, de 150 m2 d'abri passager, d'un appontement et d'un tirant d'eau de 4,5 m. Il est desservi par le Betico II (ferry d'une capacité de 350 passagers et 15 t de fret, soit dix voitures) qui le relie à Nouméa (entre 4 h 30 et 4 h 45 de trajet), Maré (en 2 h), Ouvéa (en 2 h) et l'île des Pins (entre 2 h et 2 h 15 de trajet).

## Histoire

### Avant les Européens
Des poteries de type Lapita (dont les dates d'utilisation, d'après les sources archéologiques découvertes, vont du IIe millénaire av. J.C. au Ier siècle) ont été trouvées sur deux sites des îles Loyauté, dont un à Lifou, à Luecilla. C'est vraisemblablement par la suite, à partir du début de notre ère, que la culture kanak a commencé à se développer. Elle est probablement issue d'une différenciation régionale de plus en plus poussée au sein des populations austronésiennes de tradition Lapita, et de nouveaux apports de populations venant des îles Salomon ou du Vanuatu et issues de la première vague de peuplement de l'Océanie (dite du Sahul).
Plusieurs récits issus de la tradition orale kanak font état de migrations polynésiennes vers les îles Loyauté et l'île des Pins, peut-être entre le XVIe siècle et le tout début du XIXe siècle. Pour Lifou, il s'agit essentiellement de populations samoanes et tonguiennes – d'après Jacques Izoulet, l'appellation de « Lifou » serait d'origine samoane. S'y ajoutent les Xetiwan ou Xetriwaan, originaires selon Jean Guiart d'Anatom dans l'actuel Vanuatu et de souche certainement polynésienne, surtout concentrés en 1858 dans la grande-chefferie de Loessi au sud (surtout Inagod mais aussi Traput et Dozip, anciennement à Luengöni), ainsi qu'à Tingeting dans le Wet au nord. De cette population Xetiwan de Lifou sont issus des clans qui ont ensuite colonisé et fondé des chefferies à Maré (les si Hnathege par exemple, à l'origine de la grande-chefferie de La Roche au nord, certainement également, selon Jean Guiart, les Si Thuahmijoc dont sont issus les Hnaisilin ou Naisseline de la grande-chefferie de Guahma à l'ouest) ou à l'île des Pins (les Ti Tèré à l'origine de la dynastie actuelle des grands-chefs Vendégou). D'autres insulaires de Lifou, à différentes époques, ont migré vers d'autres lieux de l'actuelle Nouvelle-Calédonie, tout particulièrement à Ouvéa où, toujours d'après Jean Guiart, le clan Tuhan Hnada de Fayaoué ou ceux des chefs Wanakamwe à Nanéméhu, Daume à Guei, Kauma à Banout et Ouloup, ou Oüa à Ognahut. Ces mouvements de population ne se font pas que dans un sens, et certains clans de Lifou, sont à leur tour originaires d'autres îles Loyauté ou néo-calédoniennes : ainsi, les Si Hnadid installés près de Nathalo (le siège de la grande-chefferie Sihaze du Wet) sont originaires de Maré.
Ceci a permis de développer aux îles Loyauté une organisation clanique légèrement différente de celle de la Grande Terre. Avant l'arrivée des Européens, les clans sont généralement fédérés au sein d'une entité plus large organisée sur le plan politique, des « grandes chefferies » ou districts coutumiers qui s'apparentent déjà plus au système de la royauté polynésienne. Apparaissent ainsi une hiérarchisation et une spécialisation des clans en fonction des attributions qui leur sont confiées au sein de la grande chefferie : il existe en effet notamment des clans des chefs (Joxu ou « maîtres des hommes ») et des grands-chefs (Angajoxu), des dignitaires (les Angatresi, ou Atresi au singulier, soit les « protecteurs de la chefferie », représentants, porte-paroles ou « ministres » du grand-chef, médiateurs quotidiens entre les clans, ils peuvent renverser le grand-chef voire le mettre à mort dans le Wet, et sont des personnages sacrés car connaisseurs des plantes et ayant accès au monde des haze, les esprits), des « maîtres du sol » ou « maîtres de la terre » (alalu ou trenadro, considérés comme les descendants des premiers habitants de l'île), de la mer (regroupant les pêcheurs), de la magie (acania ou sorciers défenseurs de la chefferie) et guerriers. Le grand-chef symbolise le district et assure la cohésion sociale et à ce titre, il est respecté et adulé par la population du district. Il est la référence, le chef des hommes et de la terre et tranche, en dernier ressort, en cas de litiges, tandis que les chefs de clan lui doivent obéissance et respect. On ne s'adresse pas à lui dans la langue commune, le drehu, mais avec une langue spéciale, le miny. On s'approche de lui accroupi, et personne ne reste debout en sa présence. Progressivement, deux grandes-chefferies traditionnellement rivales - mais sans jamais que l'une l'emporte face à l'autre - s'imposent : celle du Wet (ou Wetr) au nord des grands-chefs Sihaze qui siègent à Nathalo et celle de Loessi (ou Lösi) au sud des Boula (ou Bula) de Mou (ou Mu). Située entre les deux, tant géographiquement que par un rôle traditionnel de conciliateur dans leur conflit, s'est développée une grande-chefferie moins étendue, celle de Gaitcha (ou Gaica) des Zéoula (ou Zeula) de Duéulu (ou Drueulu)
Des liens matrimoniaux et commerciaux anciens existent avec la Grande Terre ou l'île des Pins, où les Lifous expédient des objets artisanaux (coquillages travaillés, bracelets, nattes fines en feuilles de pandanus) en échange de cordages, de poteries de l'île Ouen, de hachettes de cérémonie en jadéite, des matières premières (bois de houp pour la construction des pirogues doubles ou de la serpentine pour la fabrication des armes et des outils). Sur le plan de la religion, de manière similaire aux autres îles Loyauté et sur la Grande Terre, les habitants de l'île avant la christianisation croient en l'existence de haze, êtres omniprésents et omnipotents, à la fois divinités et esprits. Ils se distinguent des haze géniteurs et protecteurs des clans, souvent représentés par un animal (lézard, requin, oiseau, serpent, anguille, ...), un végétal (banian, liane) ou un minéral (pierre, rocher) – sous l'apparence desquels ils apparaissent aux hommes dans les contes et mythes de la tradition orale – importants dans les représentations totémiques des clans, repris dans l'art et notamment les sculptures. Par exemple, le haze du clan Atresi Qenegei de Hanawa dans le district de Wet a pour nom Hulipomë et est représenté par un serpent. La lignée Wahminya de Nanémuhata (ou Hnanemuhaetra) et Mutchaweng (ou Mucaweng) dans le Wet pour sa part a pour haze Ithidra Luop, représenté par une sous-espèce locale du Martin-chasseur sacré (Todiramphus sanctus canacorum), et qui a pour fonction de tuer à l'intérieur d'un cercle fait de pierre à un lieu appelé Hua (tombe) ceux qui jettent des mauvais sorts. Le clan immigré à Maré des Si Xacace est aussi lié à Ithidra Luop. Les légendes liés aux haze et à leurs représentations sont à l'origine d'objets ou lieux tabous dont les clans qui leur sont liés sont les protecteurs : ainsi les Wahminya se disent les gardiens d'un jia (bâton magique) baptisé Makalu devant assuré la victoire à la guerre grâce à l'entremise d’Ithidra Luop – la tradition orale rapporte que lors de la révolte de 1878, Ataï et les insurgés auraient envoyé des messages à Lifou pour que leur soit envoyé ce jia. D'autres haze n'ont qu'une représentation abstraite, souvent avec une image et une fonction maléfique, similaire à un « sort », au « mauvais œil » d'autres cultures, jugés responsables d'échecs, de maladies, d'accidents, de destructions ou de la mort. Les morts forment un troisième type de haze, rendant les lieux de sépultures et tertres ancestraux eux aussi tabous ou sacrés. Ceux considérés comme ayant un accès au monde des haze (les angatresi mais aussi les acania ou sorciers défenseurs) ont une fonction sacrée et spirituelle importante, en lien directement avec la chefferie. Les Kanak avaient ainsi une religion chamanique.

### Navigateurs européens et missionnaires
En 1791, le contre-amiral français Antoine Bruny d'Entrecasteaux, part en à la demande de Louis XVI pour retrouver La Pérouse. En 1793, il passe au large de la Nouvelle-Calédonie et reconnaît la côte ouest de la Grande Terre ; il se serait notamment arrêté aux îles Loyauté. Selon Dorothy Shineberg, cet archipel est aperçu la même année par le navire marchand Britannia (capitaine Raven) au cours d'un voyage de Sydney à Batavia (Jakarta). Plusieurs appellations sont alors données à ces îles par les marins qui passent au large. le nom de Britannia est notamment donné tour à tour à l'actuelle Ouvéa, à Maré et à l'ensemble de l'archipel. De son côté, le nom d'un autre bâtiment en expédition dans les mers du sud entre 1789 à 1790, le Loyalty (ou Loyalist, capitaine Jethro Daggett), commence à désigner ce qui devient ainsi les Loyalty Island. Néanmoins, la découverte de ces dernières est généralement attribuée à l'explorateur français Jules Dumont d'Urville, qui en assure la première exploration complète le 17 juin 1827 à bord de L'Astrolabe et en établit la carte définitive après une deuxième expédition en 1840. Il retient les noms de Loyauté pour l'ensemble, de Britannia pour Maré, et baptise les deux autres îles principales Chabrol (Lifou, en l'honneur de Christophe de Chabrol de Crouzol, ministre français de la Marine de 1824 à 1828) et Halgan (Ouvéa, d'après l'amiral Emmanuel Halgan, directeur du personnel au ministère de la Marine de 1824 à 1831 et membre de la Chambre des députés de 1819 à 1830).
Au début du XIXe siècle, les îles Loyauté sont également un point de relâche pour les baleiniers qui viennent s'y approvisionner en vivres et en eau auprès des populations locales, ou pour les santaliers, popularisant dans le même temps les noms actuels des îles à partir de toponymes ou termes particuliers mélanésiens. S'y ajoutent un certain nombre de beachcomber, des naufragés et autres aventuriers essentiellement britanniques qui s'implantent dans l'archipel et se mêlent aux Canaques. Ceci explique la présence de quelques patronymes anglo-saxons chez les Mélanésiens des îles. Par exemple, pour Lifou, peuvent être cités : les Wright (descendants du négociant anglais James Johnston Wright, installé à Chépénéhé à partir de 1855, qui épouse la fille aînée du petit-chef ; son fils, Henri Wright, s'est fixé pour sa part à Maré, tandis que les alliances contractées par ses filles ou petites-filles font de lui l'ancêtre de plusieurs grands-chefs : Henri et son fils Nidoïsh Naisseline à Guahma sur Britannia, Paul puis Pascal Sihazé du Wet, Henri puis Evanès Boula de Loessi) ; les Forrest ou Forest (issus d'un aventurier américain installé vers le milieu du XIXe siècle et dont peu de choses sont connues, et de ses quatre fils identifiés : l'un d'eux a épousé Cakine Boula et est donc l'ancêtre de la lignée des grands-chefs de Loessi), les hennessy issus de John Hennessy (connu comme marin baleinier et santalier) probablement installés à Lifou, Chépénéhé vers 1858 dont la fille Mary Jane hennessy épousa Haima Waehnya, le chef de Chépénéhé en 1863, ou les Streeter.

### 1842
Mais l'influence européenne aux îles Loyauté se fait surtout sentir, et de manière durable, par l'action des missions, notamment protestantes. La London Missionary Society (LMS) envoie sur l'île Chabrol (Lifou) en 1842 – un an après s'être installée sur Britannia – un missionnaire venu des îles Cook, Fao ou Paoo, après une halte à Maré (il est accompagné jusqu'en 1845 du rarotongien Zakaria, avant que celui-ci ne soit renvoyé pour des affaires de mœurs). Il fonde le foyer Bethany à Chépénéhé dans le district de Wet, première école pastorale de l'archipel d'où sortent les premiers natas (pasteurs en drehu) kanaks formés afin d'aider à l'évangélisation de l'île Halgan (à partir de 1856) et de la Grande Terre, voire dans les autres îles du Pacifique telles que les Nouvelles-Hébrides (actuelles Vanuatu) ou la Papouasie-Nouvelle-Guinée, prêchant de manière itinérante en passant de tribu en tribu. Leur tâche est facilitée par la conversion d'autorités coutumières (celle du jeune grand-chef Boula de Loessi en 1851). Des rivalités claniques ou des conflits sociaux et politiques l'ont parfois ralentie : Fao doit se réfugier à Maré durant une guerre de succession après la mort du grand-chef Boula entre 1848 à 1849. En 1852, Fao s'installe à Wé, lieu frontalier des districts où les deux grandes chefferies rivales ont l'habitude de s'y affronter, et en fait la station centrale d'évangélisation. Par la suite, l'administration française s'y installe, faisant de Wé le seul véritable point d'appui de la colonisation aux îles Loyauté, et le seul espace à être extrait des terres coutumières.

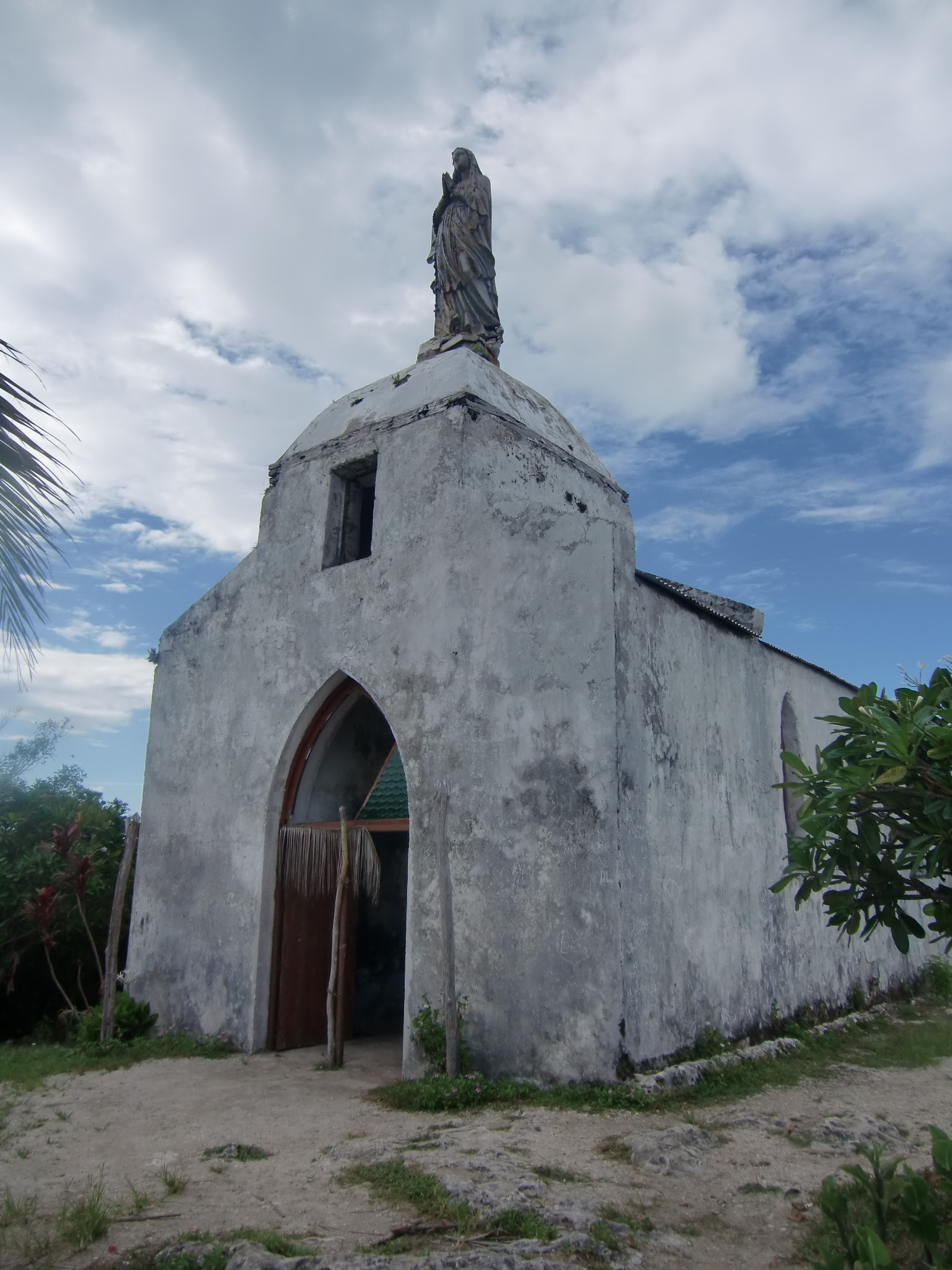
La chapelle Notre-Dame-de-Lourdes d'Eacho, inaugurée en 1898.

### 1858
L'arrivée de missions catholiques maristes se fait à partir de la fin des années 1850, souvent soutenue à l'origine par les grands-chefs du Wet et de Gaitcha. L'implantation du protestantisme dans ces districts s'était surtout faite auprès de petits-chefs ou de factions rivales de celles des angajoxu : en avril 1858, le père Xavier Montrouzier (1820-1897), qui vient de fonder la mission des îles Belep, et François Palazy (1816-1882), jusque-là à Ouvéa, créent la mission d'Eacho (ou Easo) et celle de Nathalo dans le district de Wet. En 1860, le père Palazy fonde avec le père Lubin Gaide-Chevronnay (1825-1905), tout juste arrivé de France métropolitaine, une deuxième mission à Drueulu dans la grande-chefferie de Gaitcha dans l'ouest. Mais c'est surtout l'arrivée du père Jean-Baptiste Fabvre (1823-1883), en 1862, qui lance le développement de l'évangélisation catholique aux îles, créant une mission à Wé et réorganisant les autres missions existantes. Pour faire face à ces nouveaux rivaux, les protestants organisent mieux leur action dans les îles Loyauté, avec l'arrivée de pasteurs méthodistes anglais : Samuel MacFarlane (1837-1911) et William Baker (né en 1834) arrivent à Lifou en octobre 1859, Baker démissionnant dès 1861 pour être remplacé l'année suivante par James Sleigh (1818-1901). MacFarlane fonde une école pastorale, Britania (Peletania), qui forme des natas, catéchumènes ou évangélistes.

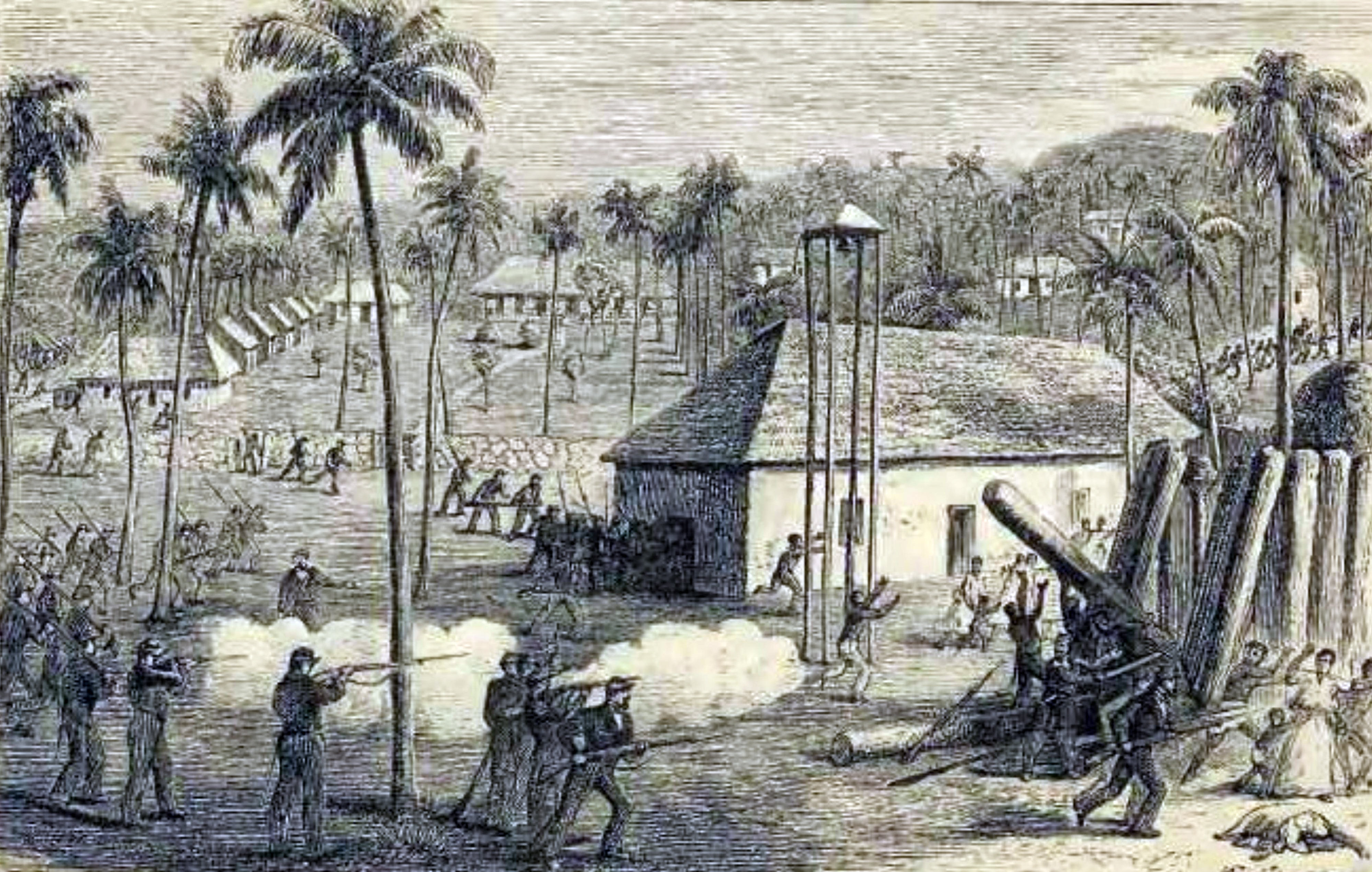
L'attaque des troupes françaises contre l'église protestante de Chépénéhé en 1864.

Les tensions religieuses s'ajoutent à des oppositions coutumières et aux rivalités franco-anglaises, entraînant le déclenchement de véritables « guerres de religion » entre tribus catholiques (avec les maristes français) et protestantes (avec les pasteurs anglais) dans les années 1860 et 1870, nécessitant l'intervention des autorités coloniales pour rétablir l'ordre, généralement en faveur des catholiques. Les sources sur cette période sont rares ou particulièrement partiales (les premiers récits et travaux historiques ayant été réalisés par des religieux de l'un ou l'autre culte). À Chabrol, les conflits durent réellement de mai 1864 à juin 1866, et sont marqués notamment en 1864 par la « bataille de Chépénéhé » entre Mélanésiens protestants et les troupes françaises du gouverneur Charles Guillain. Le ministre de la Marine et des Colonies de Napoléon III rappelle à Guillain que l'interdiction de toute propagande protestante se limite à la Grande-Terre, et que les instructions ne valent pas pour les îles Loyauté. Guillain demande à partir de 1867 le renvoi du révérend MacFarlane, qu'il qualifie d'agitateur et qui finit par quitter l'archipel en 1871 (il est remplacé par le révérend Creagh, dépêché depuis Maré). 
Les tensions ne retombent véritablement qu'à la toute fin du XIXe siècle, notamment avec la rupture des missions protestantes avec la LMS au profit de la Société des missions évangéliques de Paris (SMEP), ce qui enlève la question des rivalités nationales et donc la méfiance que pouvaient avoir les autorités françaises à l'encontre des pasteurs anglais. La fin du conflit aboutit à une forme de statu-quo et à une relation plus apaisée entre les districts et les tribus. La religion catholique s'étend quelque peu tout en restant minoritaire. Les chiffres des quatre stations catholiques données pour 1870 donnent, sur 2 000 habitants estimés dans le district de Wet, « 452 catholiques, 63 catéchumènes et 48 auditeurs ; le reste est protestant », soit la proportion d'un catholique pour trois protestants environ. Pour les deux autres districts, Gaitcha et Loessi, la proportion est encore plus faible, avec, sur 4 000 habitants, « 442 catholiques ; tous les autres sont protestants », soit à peine plus de 1 catholique pour un peu moins de 9 protestants. L'évangélisation entraîne de profondes modifications dans les modes de vie des populations locales : regroupement des populations et des clans autour des lieux de culte (temples ou églises), développement de la monogamie et du contrôle religieux sur les relations matrimoniales, fin ou apaisement des conflits armés entre clans, interdiction de la nudité (avec l'utilisation pour les femmes de la robe mission) mais aussi la diffusion de pratiques sportives (le cricket surtout chez les femmes et le football chez les hommes), de l'alphabétisation et, malgré une forte préservation du drehu par les protestants, de la langue française.

### 1870-1914
À la mortalité induite par ces conflits, se sont ajoutés, dès les premiers contacts avec les Européens dans les années 1840, un choc infectieux entraînant une série d'épidémies, rapportées par la tradition orale : une à Maré et Lifou vers 1842, suivie par la dysenterie qui frappe l'île principale en 1842 et 1845. Toutefois, l'absence de source fiable sur la population des îles avant 1870 empêche de connaître les réelles retombées démographiques que ces éléments ont eu aux Loyauté. Christiane Kasarhérou-Leurquin note ainsi que, de 1840 à 1860, « Maré et Lifou connurent des épidémies de dysenterie et de grippe, sans que l'on en connaisse les conséquences ». Quoi qu'il en soit, la relativement faible présence européenne en l'absence d'une colonisation de peuplement (contrairement à la Grande Terre) permet le maintien de la population mélanésienne à un niveau assez élevé et stable à la fin du XIXe siècle et au début du XXe siècle : dans l'ensemble des îles Loyauté, elle passe d'un peu plus de 13 000 personnes en 1860-1870 à un peu moins de 12 000 personnes à partir de 1885, avec des variations peu marquées, un peu moins de la moitié se trouvant sur Lifou
En 1875, un tsunami dévaste l'ancienne chefferie Hnengodrai («le ciel»), haut lieu du pouvoir, choisi par les Atresi, êtres mi-hommes mi-esprits, gardiens du pouvoir des grands chefs. Les jeunes de Lössi reconstruisent en 2016 la grande case de réunions interclaniques, la case du grand chef, le grand four (pour les victimes des guerres contre le Wetr), mais pas les cases des 23 concubines.
En 1877, Henricus Martin et Raymond Lérissel (venant de Saint-Louis) installent à Hnathale, avec les habitants du lieu, une école avec salles de classe, réfectoire, dortoir, atelier, visant à l'autosuffisance, avec introduction du manioc et du coton.

### Réserves mélanésiennes intégrales
L'arrêté du 22 janvier 1868 crée le système des réserves : la propriété «incommutable, insaisissable et inaliénable» de ces domaines est reconnue aux tribus (les Kanaks ne peuvent ni les vendre, ni en acheter, mais sont aussi théoriquement protégés contre toute violation de terres). Si sur la Grande Terre la délimitation est faite de telle manière que certaines régions initialement concédées sont finalement retirées aux Mélanésiens au profit des colons, tandis que du bétail de ces derniers s'introduit régulièrement sur les terres coutumières et abîme les champs d'ignames et de taros, les îles Loyauté sont pour leur part définies comme des réserves intégrales et le restent. La seule exception se trouve sur Lifou, avec la petite enclave de Wé prise au seul point de frontière commune entre les trois districts coutumiers pour servir de centre administratif et militaire.
Il en résulte une préservation assez forte du mode de vie et des pratiques sociales traditionnelles des Kanak, avec pour principal changement l'apport du christianisme. De plus, l'importance de la religion réformée dans les îles a permis de préserver les pratiques des quatre grandes langues qui y sont parlées (le drehu de Lifou, le nengone de Maré, l’iaai et le faga uvea à Ouvéa), la prédication se faisant traditionnellement dans la langue locale : les missionnaires de la LMS puis de la SMEP ont ainsi défini le drehu comme l'une des quatre langues d'évangélisation en Nouvelle-Calédonie (les trois autres étant le nengone de Maré, l’iaai d'Ouvéa et l’ajië de la région de Houaïlou). Les grands-chefs et chefs entretiennent des relations assez proches avec le gouvernement colonial français, lui servant de relais en échange de la garantie de leur autorité coutumière. Leurs enfants sont parmi les tout premiers à avoir la possibilité de suivre un enseignement primaire ou secondaire public à Nouméa (moyen notamment de francisation et de contrôle des autorités traditionnelles), tout particulièrement avec la mise en place à partir de la fin des années 1920 de la « nouvelle politique indigène » qui consiste notamment à former des « élites » mélanésiennes à la culture républicaine française.

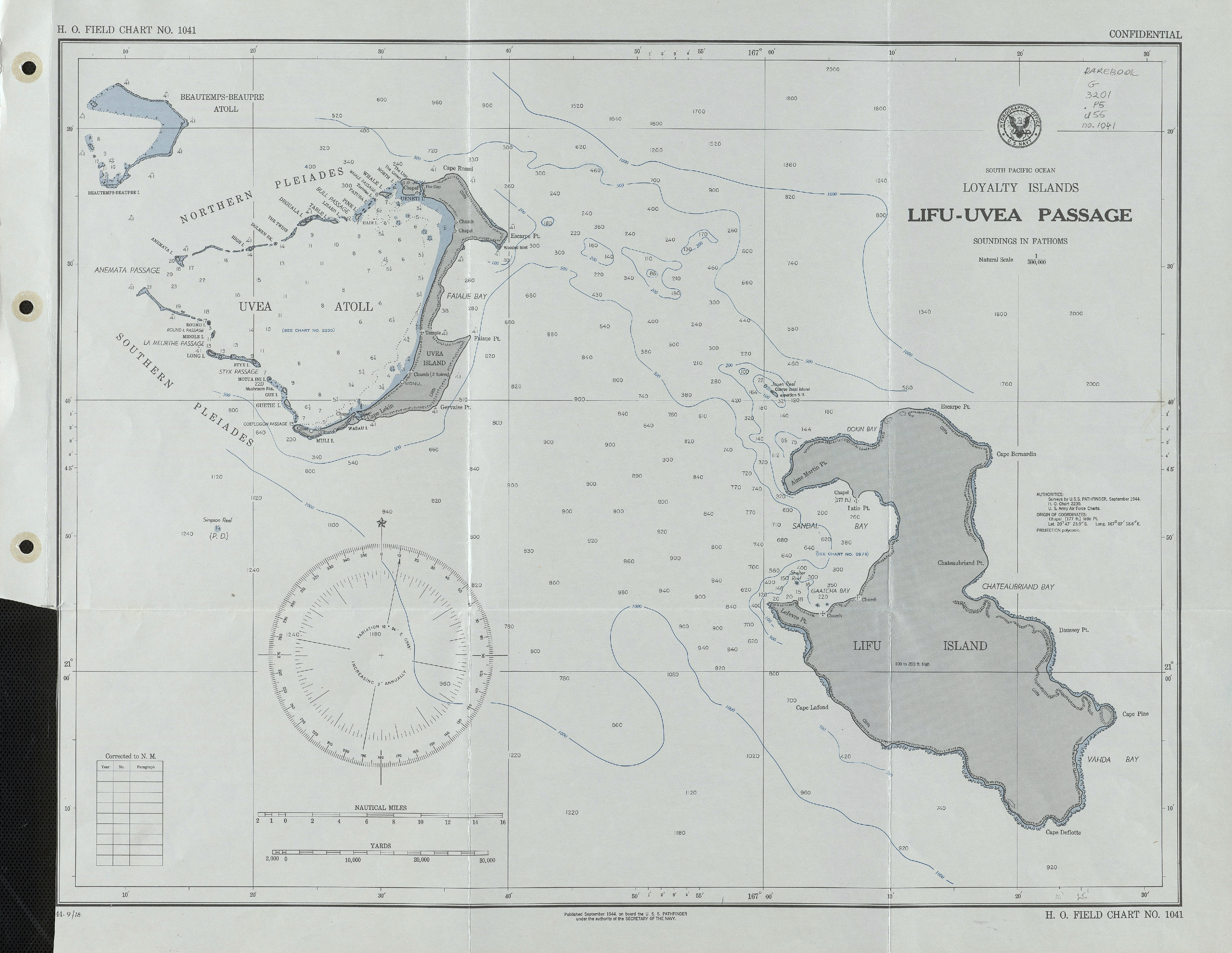
Lifou et Ouvéa sur une carte marine américaine de 1944.

### 1914-1918
Les Loyaltiens contribuent de plus à l'effort de guerre lors des deux conflits mondiaux. Lors du premier, 348 des 1039 « volontaires mélanésiens » engagés dans le bataillon mixte du Pacifique à partir de 1916 (environ le tiers) viennent des îles Loyauté. Et sur les 359 Canaques tués au cours du conflit, 140 (39 %) étaient loyaltiens (dont les soldats ont donc eu un taux de mortalité de plus de 40 %). Réputés habiles marins, 22 d'entre eux s'illustrent notamment lors de l'expédition du croiseur Le Kersaint à Vladivostok en octobre 1918. Une fois rentrés dans leurs îles, les vétérans, touchant une pension payée par l'État et bénéficiant du prestige lié au voyage et aux actes de guerre, deviennent de véritable notables locaux,.
De 1927 à 1954, la Nouvelle-Calédonie tient ouverts des « villages agricoles spéciaux » (six en Grande-Terre, quatre aux Îles Loyauté, dont Lifou), chargés d'accueillir, protéger, éloigner les lépreux (de l'épidémie de 1913)[réf. souhaitée].

### 1939-1945
Après l'éclatement de la Seconde Guerre mondiale et le ralliement à la France libre de la Nouvelle-Calédonie, à la suite d'une émeute de la population européenne de l'archipel le 19 septembre 1940 – renforcés par les Mélanésiens présents dans le chef-lieu, dont surtout des ressortissants de Lifou – contre le gouverneur en place qui s'était prononcé en faveur du gouvernement de Vichy, le nouveau gouverneur, Henri Sautot, en appelle aux chefferies kanak pour relayer l'appel à la mobilisation. C'est le lieutenant-colonel Félix Broche, arrivé le 12 novembre 1940, qui est chargé d'organiser celle-ci et de faire le tour des tribus. À Lifou, il obtient ainsi le ralliement et la déclaration de guerre à l'Allemagne, lors de cérémonies coutumières particulières, des trois districts, d'abord celui de Loessi (en présence du régent Boula Tain et du grand-chef alors âgé de six ans, Henri Boula), puis de ceux de Gaitcha et du Wet,.
En 1941, l'aviso Chevreuil, des Forces navales françaises libres, est envoyé en Nouvelle-Calédonie, par le commandant de la Marine dans le Pacifique, le capitaine de frégate Cabanier, pour des missions de maintien de l'ordre. Commandé par l'enseigne de vaisseau Fourlinnie, il fait un passage à Lifou entre le 16 et le 21 décembre 1941.
De 1942 à 1945, la présence américaine se limite à des postes de guet, appuyés par des automitrailleuses, mais la jeunesse de Lifou est surtout une réserve de main d'œuvre pour la Grande-Terre.
Durant le conflit, la participation à la guerre pousse plusieurs chefs coutumiers, formés dans des écoles publiques – dont surtout Henri Naisseline –, à demander plus de droits pour les Kanaks. Les Mélanésiens accèdent à la pleine citoyenneté (comme « tous les ressortissants des territoires d'outre-mer ») par la loi Lamine Guèye du 7 mai 1946.

### 1946-1970, vers la revendication identitaire puis indépendantiste
Par la suite, comme le reste du monde mélanésien, les îles Loyauté sont marquées par l'influence politique des deux associations créées en 1946-1947 pour défendre les intérêts kanak tout en étant liées aux missions : l'Union des indigènes calédoniens amis de la liberté dans l'ordre (UICALO) catholique et l'Association des indigènes calédoniens et loyaltiens français (AICLF, avec par exemple James Haeweng ou Dick Ukeiwé) protestante. Elles vont être à l'origine, avec le député Maurice Lenormand et plusieurs personnalités caldoches autonomistes, de la création en 1953 de l'Union calédonienne (UC). Ce parti, qui a pour slogan « Deux couleurs, un seul peuple », a dominé seul le Territoire de Nouvelle-Calédonie de 1953 à 1972 et reste toujours aujourd'hui la force politique dominante des îles Loyauté. Mais celles-ci connaissent également une forte implantation se réclamant gaulliste, avec Henri Naisseline qui est, jusqu'en 1967, l'un des chefs de file de cette famille politique en Nouvelle-Calédonie, Robert Paouta qui est maire de Lifou de 1971 à 1983 mais également des dissidents de l'UC en 1960 comme Michel Kauma d'Ouvéa ou Dick Ukeiwé. En 1961, Lifou devient une commune de droit local, avec une commission municipale et son président élu portant le titre de maire : le premier est Élia Trijikone, de l'Union calédonienne. En 1967, elle devient une commune de droit général français, et son premier maire ainsi élu est Roger Wahnapo, lui aussi de l'Union calédonienne (il est de nouveau premier magistrat de manière éphémère en 1977).
À la fin des années 1960 et au début des années 1970, de jeunes générations de Loyaltiens développent des revendications identitaires voire nationalistes, basées sur l'importance de la coutume et qui évoluent progressivement vers la défense de l'indépendance. C'est le cas de Nidoïsh Naisseline, fils et successeur du grand-chef Henri Naisseline, qui est de plus marqué par les idéaux marxistes-léninistes du mouvement de Mai 68, auquel il a participé pendant ses études en France métropolitaine. Il crée ainsi en 1969 un groupe d'étudiants mélanésiens clairement indépendantistes, en grande majorité loyaltiens, baptisés les « Foulards rouges ». Ils mènent des actions en faveur de la décolonisation de l'archipel, en concertation avec un autre mouvement d'étudiants kanak de gauche pour leur part surtout issus de la Grande Terre et plus axés sur les revendications foncières : le « groupe 1878 » d'Élie Poigoune. Ensemble, ils créent en 1975 le Parti de libération kanak (Palika). D'autre part, Yann Céléné Uregeï, de Tiga - rattachée coutumièrement au district de Loessi et administrativement à la commune de Lifou -, moins marqué par les idées du socialisme mais se voulant lui aussi le défenseur de la décolonisation, est devenu le véritable chef de file des Loyaltiens de l'UC à partir de 1967. Il s'est éloigné peu à peu de la direction de ce parti, ne l'estimant pas assez zélé sur la question de l'autonomie et dans la défense des intérêts des Kanak, le considérant comme un « parti bourgeois », et en soutenant les actions radicales des groupes indépendantistes (« Foulards rouges » et « Groupe 1878 »). Il a finalement démissionné du camp majoritaire après avoir échoué à se faire reconnaître par lui comme son candidat pour prendre la présidence de l'Assemblée territoriale en septembre 1970, le perchoir revenant alors au calédonien de souche européenne Jean Lèques. Il est rejoint par d'autres personnalités mélanésiennes, notamment le membre du conseil de gouvernement (l'exécutif local) François Néoeré, Edmond Nekirai ou Willy Nemia, et, plus tard, en 1972, par Théophile Wakolo Pouyé, figure historique de l'UC sur la côte est, mais aussi l'ancien maire de Lifou Roger Wahnapo, et ensemble ils fondent l'Union multiraciale (UMNC). Lors des élections territoriales du 10 septembre 1972, la liste menée par Yann Céléné Uregeï obtient 3 des 5 sièges à pourvoir dans les îles Loyauté, les 2 restants revenant à l'UC. Initialement autonomiste, Yann Céléné Uregeï finit par prendre officiellement position pour l'indépendance en 1975 et transforme son Union multiraciale en Front uni de libération kanak (FULK). Celui-ci va participer à la création du Front indépendantiste (FI) puis du Front de libération nationale kanak et socialiste (FLNKS). Il en incarne l'une des composantes de la base loyaltienne avec l'UC qui a aussi basculé vers l'indépendantisme en 1977 sous la conduite du maire de Hienghène Jean-Marie Tjibaou et est à partir de là dirigée dans les Îles par Yeiwéné Yeiwéné de Maré, et le Palika de Nidoïsh Naisseline. Celui-ci, qui a adopté une position de plus en plus modérée quant aux moyens d'accéder à l'indépendance (par la négociation) et est en désaccord avec la stratégie de son parti de boycott des élections nationales (présidentielles et législatives), fait dissidence et crée en 1981 le mouvement Libération kanak socialiste (LKS) qui récupère l'essentiel de l'électorat du Palika aux Îles Loyauté : membre du FI, il ne rejoint pas à sa création en 1984 le FLNKS car il désapprouve son passage dans la clandestinité et sa stratégie de lutte.

### 1984-1999
Pendant la période des « Événements », qui voient s'affronter violemment partisans et opposants à l'accès à la pleine souveraineté de la Nouvelle-Calédonie entre 1984 et 1988, les îles Loyauté sont un fief indépendantiste. Le sénateur Dick Ukeiwé, un des cadres mélanésiens du principal mouvement dit « loyaliste » (ou anti-indépendantiste), le Rassemblement pour la Calédonie dans la République (RPCR),  est ainsi interdit d'atterrir à deux reprises en 1985 sur son île natale, Lifou, par décision des trois grands chefs : le 23 février, puis à nouveau au début du mois de juillet suivant. L'ancien maire Robert Paouta est lui aussi à plusieurs reprises exilé. Lifou est durant cette période un fief de l'UC, avec son maire Édouard Wapaé, et le reste jusqu'à aujourd'hui. L'île est moins touchée par les conflits sanglants qui vont marqué plus durement l'île voisine d'Ouvéa, culminant avec l'épisode de la prise d'otages d'Ouvéa en avril-mai 1988, qui pousse les dirigeants des deux camps (Jean-Marie Tjibaou et le député Jacques Lafleur) à négocier entre eux et avec l'État un retour à la paix civile concrétisé par la signature des accords de Matignon-Oudinot de juin et août 1988. C'est à nouveau à Ouvéa que Jean-Marie Tjibaou et Yeiwéné Yeiwéné sont assassinés le 4 mai 1989 par un militant du Front uni de libération kanak (FLUK) – qui s'est opposé aux accords –, Djubelly Wéa.
Mais, par la suite, d'autres conflits, à la fois politiques et coutumiers, ont ensuite émaillés l'histoire des îles Loyauté en général et de Lifou en particulier, avec désormais des rivalités entre indépendantistes. Le FULK n'est plus « invité » aux congrès du FLNKS à partir de 1989 et quitte ce dernier en 1992 en prenant le nom (momentanément) de Congrès populaire du peuple kanak (CPPK), mais il ne va jamais retrouver l'audience qu'il a pu avoir par le passé aux Îles. De plus, Lifou va connaître une série d'« événements coutumiers » en 1991 et 1992, entre partisans du maire UC Cono Hamu et ceux des droits coutumiers, avec pour point de départ un litige sur la construction du port de Wé : des cases sont incendiées, des « tabassages » et échanges de coups de feu ont lieu. Cono Hamu, peu soutenu par la hiérarchie de son parti, abandonne en 1993 son mandat de maire et fonde son propre parti, le Front pour le développement des îles Loyauté (FDIL), composante entre 1998 et 2004 du mouvement indépendantiste modéré allié aux loyalistes du Le Rassemblement-UMP (RPCR), la Fédération des comités de coordination indépendantistes (FCCI). D'autre part, la question de l'exode des actifs vers les bassins d'emplois (mines de la Grande Terre et Grand Nouméa), commencé dès 1945 et développé réellement durant l'époque du « boom du nickel » (1969-1973), et du désenclavement des îles (par l'avion ou le bateau) deviennent à partir des années 1990 les enjeux majeurs de la politique aux Loyauté, devenues en 1989 l'une des trois provinces divisant la Nouvelle-Calédonie. Deux maires successifs de Lifou ont aussi présidé l'Assemblée provinciale, tous deux issus de l'UC : Robert Xowie, maire de l'île de 1995 à 2001 et de 2014 à 2023, est président de province de 1999 à 2004 ; Néko Hnepeune, maire de 2001 à 2014 et depuis 2023, est le dirigeant de la province de 2004 à 2019.

### Depuis 2000
Louis Kotra Uregei, originaire de Tiga et fondateur en 1981 du principal syndicat indépendantiste, l'Union syndicale des travailleurs kanaks et des exploités (USTKE), a créé sur la base de cette organisation en 2007 le Parti travailliste, mouvement plus radical et plus à gauche que le FLNKS, proche des mouvements anticapitalistes et altermondialistes d'extrême gauche en France métropolitaine, notamment de José Bové ou du Nouveau Parti anticapitaliste (NPA). Ce parti a réalisé de bons scores à Lifou aux élections municipales de 2008 (1 043 voix soit 18,82 % des suffrages et le deuxième meilleur score au premier tour, derrière les 35,69 % de la liste FLNKS du maire sortant Néko Hnepeune, puis 1 533 votes donc 25,4 % et 4 élus sur 33 au second tour) puis aux élections provinciales de 2009.

## Administration et politique

### Wé: chef-lieu provincial et municipal
La localité de Wé est le seul espace de l'île à se situer hors des aires coutumières, sur la côte est (au vent) de l'île donnant sur la baie de Chateaubriand. Elle est le chef-lieu de la Province des îles Loyauté - avec l'hôtel de Province -, de la commune de Lifou - avec la mairie -, de l'aire coutumière Drehu - avec le conseil coutumier -, de la subdivision administrative des îles Loyauté - avec les bureaux du commissaire délégué du gouvernement. Centre administratif, s'y trouvent également la poste centrale pour Lifou et une section détachée du tribunal de première instance de Nouméa.

### Administration municipale
Lifou est une commune, chef-lieu de la Province des îles Loyauté, la cinquième du territoire pour sa population. Elle comprend l'île de Lifou à proprement parler et celle voisine de Tiga. Elle est dotée, comme tous les centres de populations majoritairement mélanésiens, d'une commission régionale à partir de 1947, devenue une commission municipale avec un maire en 1961 et finalement une commune de droit commun français en 1969.
Son maire est, depuis 2023, Néko Hnepeune, indépendantiste du FLNKS et de l'UC qui fut déjà maire de 2001 à 2014 et l'ancien président de l'assemblée de la Province de 2004 à 2019.
| Période                                  | Période  | Identité            | Étiquette                      | Qualité                                                                                       |
| ---------------------------------------- | -------- | ------------------- | ------------------------------ | --------------------------------------------------------------------------------------------- |
| Les données manquantes sont à compléter. |          |                     |                                |                                                                                               |
| 1961                                     | 1967     | Élia Trijikone      | UC                             |                                                                                               |
| 1967                                     | 1971     | Roger Wahnapo       | UC                             |                                                                                               |
| 1971                                     | 1977     | Robert Paouta Naxué | Union démocratique (Gaulliste) |                                                                                               |
| 1977                                     | 1977     | Roger Wahnapo       | FULK                           |                                                                                               |
| 1977                                     | 1983     | Robert Paouta Naxué | RPCR                           |                                                                                               |
| 1983                                     | 1989     | Édouard Wapaé       | FI puis FLNKS-UC               |                                                                                               |
| 1989                                     | 1993     | Cono Hamu           | FLNKS-UC                       |                                                                                               |
| 1993                                     | 1993     | César Qenegeï       | RPCR                           | Par intérim (Cono Hamu démissionnaire)                                                        |
| 1993                                     | 1995     | Macate Wenehoua     | LKS                            |                                                                                               |
| 1995                                     | 2001     | Robert Xowie        | FLNKS-UC                       | Président de la Province des îles Loyauté                                                     |
| 2001                                     | 2014     | Néko Hnepeune       | FLNKS-UC                       | Président de la Province des îles Loyauté                                                     |
| 2014                                     | 2023     | Robert Xowie        | FLNKS-UC                       | Ancien maire, ancien président de la Province des îles Loyauté Sénateur depuis septembre 2023 |
| 2023                                     | En cours | Néko Hnepeune       | FLNKS-UC                       | Ancien maire, ancien président de la Province des îles Loyauté                                |

### Aire coutumière
La commune de Lifou constitue à elle seule également l'Aire coutumière Drehu, du nom de la langue vernaculaire qui y est parlée et du nom donné en cette langue à l'île et à ses habitants. Les affaires de l'aire coutumière sont gérées par un conseil coutumier, présidé depuis 1996 par Évanès Boula (par ailleurs grand-chef de Loessi depuis 1999), tandis qu'elle est représentée au Sénat coutumier depuis 1999 par Pierre Zéoula (président du Sénat coutumier de 2002 à 2003) et Paul Sihazé, ce dernier étant remplacé à son décès en 2008 par son frère cadet le diacre Paul Sihazé (qui a présidé le Sénat coutumier de 2010 à 2011).
L'aire coutumière Drehu est subdivisée en trois districts : Wet (ou Wetr, chef-lieu : Nathalo, grand-chef : Jean-Baptiste Ukeinesö di Sihaze depuis 2008) au nord, Gaitcha (ou Gaica, chef-lieu : Duéulu, grand-chef : Pierre Metroïgoué Zéoula ou Zeula depuis 1980 jusqu'en 2017 quand son fils Puiono « Jean-Louis » Zéoula lui succéda) et Lossi (ou Lössi, chef-lieu : Mou ou Mu, grand-chef : Henri Évanès Boula depuis 1999) au sud. Ces districts regroupent eux-mêmes 37 tribus.
| Districts coutumiers | Tribus |
| -------------------- | --- |
| Wetr                 | Luecilla, Hnapalu, Kirinata, Nathalo, Nang, Kumo, Saint-Paul, Tingeting, Doking, Natchaom, Mutchaweng, Chépénéhé, Eacho, Siloam, Hunetë, Hanawa, Nanémuhata |
| Gaitcha              | Wedumel, Duéulu, Hapetra, Qanono Sinoj |
| Lossi                | Hnasse, Traput, Jozip, Hnaeu, Wassagne, Inagoj, Luengöni, Joj, Mou, Xodrë, Hunöj, Hmeleck, Thuahaick, Kedeigne, Hnadro, Tiga                                |

## Population et société

### Démographie
L'évolution du nombre d'habitants est connue à travers les recensements de la population effectués dans la commune depuis 1956. À partir de 2006, les populations légales des communes sont publiées annuellement par l'Insee, mais la loi relative à la démocratie de proximité du 27 février 2002 a, dans ses articles consacrés au recensement de la population, instauré des recensements de la population tous les cinq ans en Nouvelle-Calédonie, en Polynésie française, à Mayotte et dans les îles Wallis-et-Futuna, ce qui n’était pas le cas auparavant. Ce recensement se fait en liaison avec l'Institut de la statistique et des études économiques (ISEE), institut de la statistique de la Nouvelle-Calédonie. Pour la commune, le premier recensement exhaustif entrant dans le cadre du nouveau dispositif a été réalisé en 2004, les précédents recensements ont eu lieu en 1996, 1989, 1983, 1976, 1969, 1963 et 1956.
En 2019, la commune comptait 9 195 habitants, en diminution de 0,86 % par rapport à 2014 (Nouvelle-Calédonie : +0,98 %).
| 1956  | 1963  | 1969  | 1976  | 1983  | 1989  | 1996   | 2004   | 2009  |
| ----- | ----- | ----- | ----- | ----- | ----- | ------ | ------ | ----- |
| 5 594 | 6 082 | 6 837 | 7 585 | 8 128 | 8 726 | 10 007 | 10 320 | 8 627 |

| 2014  | 2019  | - | - | - | - | - | - | - |
| ----- | ----- | - | - | - | - | - | - | - |
| 9 275 | 9 195 | - | - | - | - | - | - | - |

### Enseignement
À la rentrée de février 2015, Lifou comptait 30 établissements du premier degré, à savoir 11 privés (7 écoles élémentaires, 3 primaires et 1 maternelle) et 19 publics (11 écoles primaires, 5 maternelles, 3 élémentaires).
La commune comprenait également 5 établissements du secondaire, dont 4 collèges (les 2 privés protestants Havila à Luecila et Hnaizianu de Xépénéhé, celui catholique de Hnathalo et celui public Laura-Boula à Wé qui dispose d'un groupement d'observation dispersé ou GOD à Mou) et le lycée polyvalent (général, technologique et professionnel) public des îles Loyauté Williama-Hauda à Wé.

### Manifestations culturelles et festivités

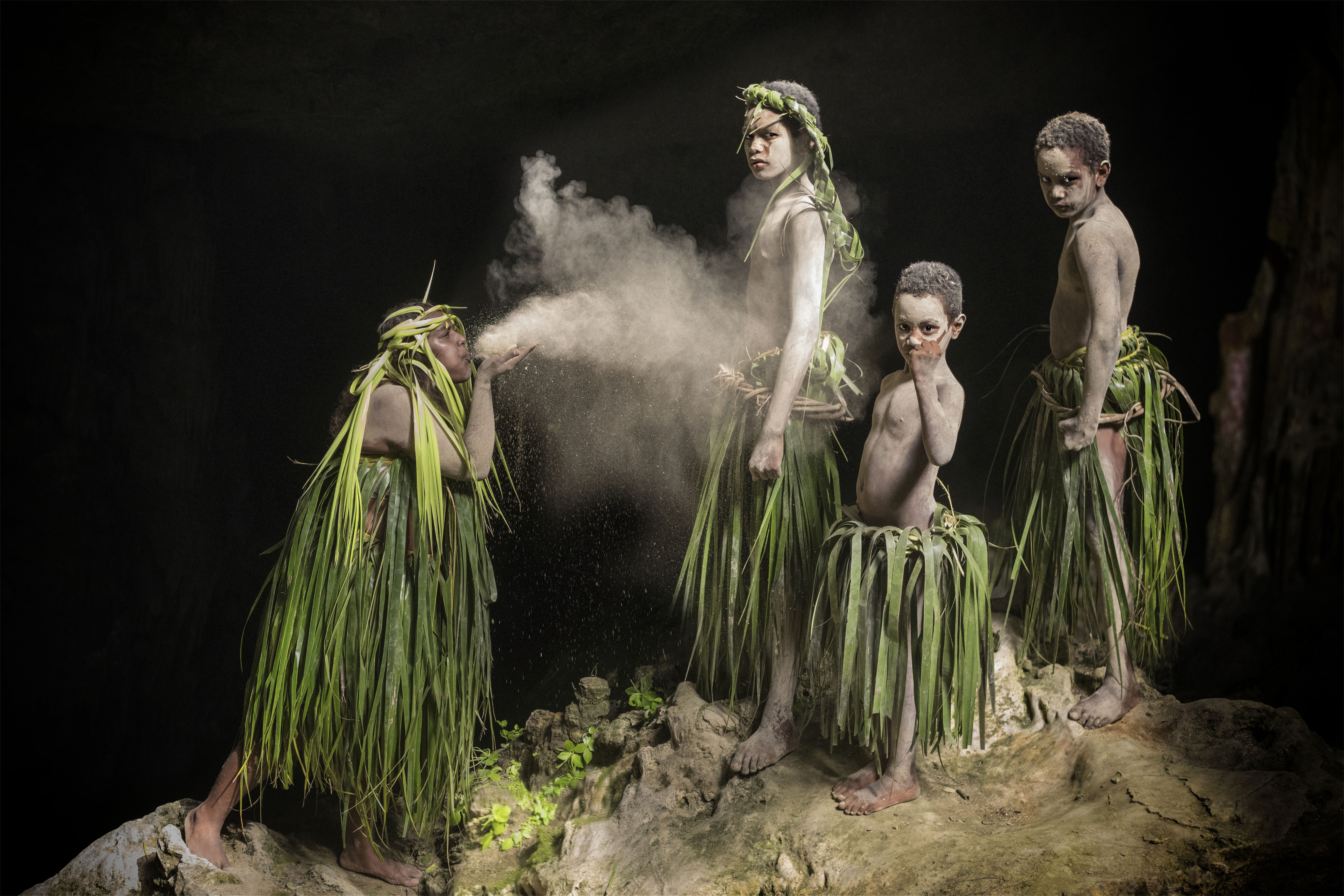
Conte fondateur d'une danse du Wetr à Lifou. Deux frères Hlemusesë et Caa Penehe partent à la conquête d'une beauté divine à Heo (voir Île Beautemps-Beaupré). L'enfant Wetr né du souffle de Sonedrë et de la parole du Grand Chef. Photo prise dans la grotte de la tribu de Kirinata à Lifou, dans l'aire coutumière Drehu. Photo réalisée en août 2019 lors du tournage du film L'Enfant wetr d'Isa Qala.

Les mariages dits coutumiers (pour coutume kanak) à Lifou donnent lieu à de grandes festivités. Ils sont souvent présentés comme accordant davantage d'importance à l'alliance entre deux clans qu'entre deux individus. Selon l'anthropologue française Hélène Nicolas, le mariage en tant qu'institution est apparu à Lifou au XIXe siècle  sous l'effet d'une « jonction patriarcale » entre les missionnaires de l'église (notamment Paoo) et les traditions kanak antérieures. Dans les années 2020, les habitants de Lifou lancent une réforme du mariage coutumier pour en réduire le faste et retourner à un aspect plus spirituel, car les dépenses étaient perçues comme excessives, notamment par les familles chargées d'organiser sur place les mariages de cousins urbains.

### Économie

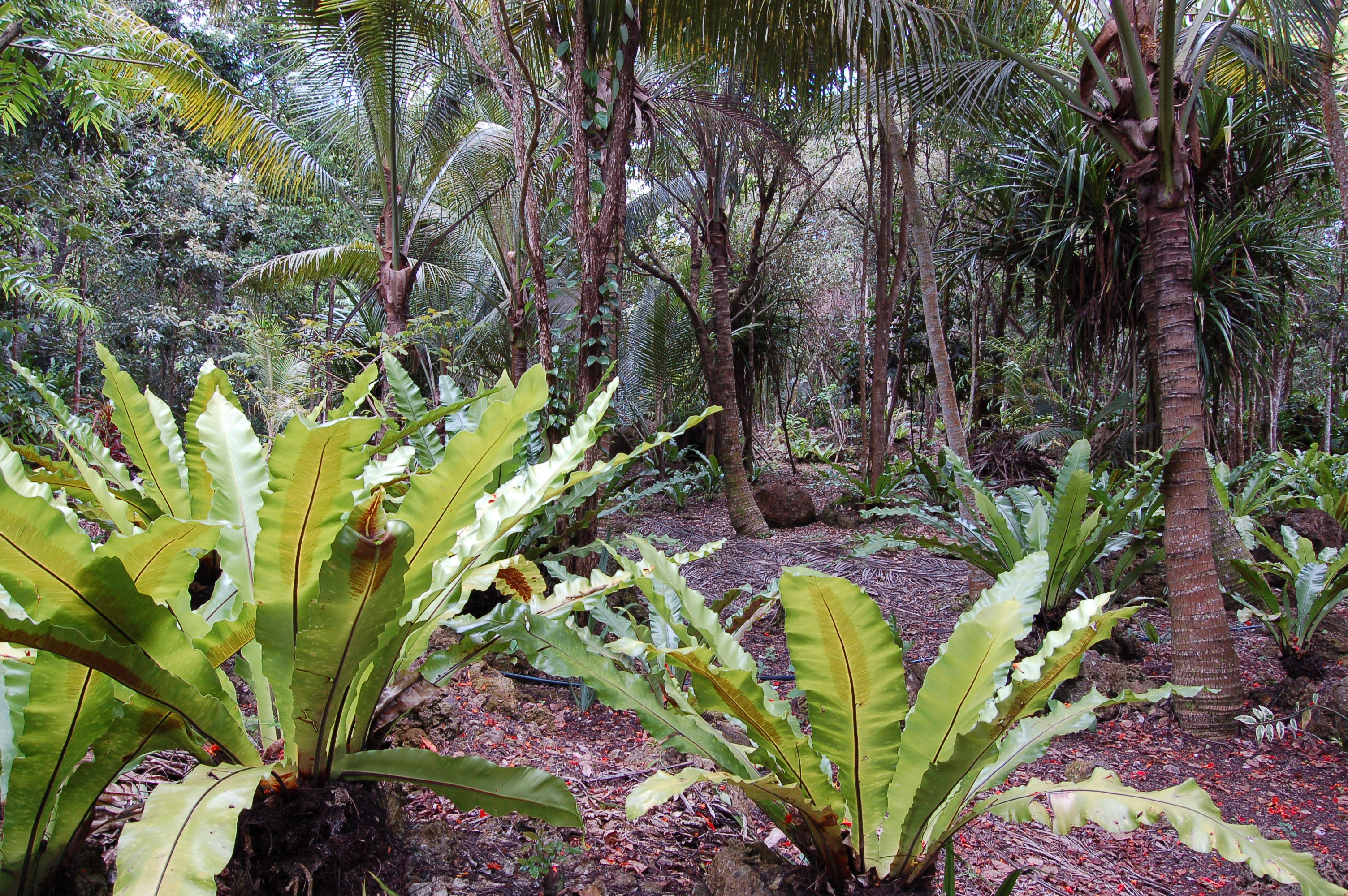
Une des plantations de vanille de Lifou, à Mucaweng.

## Culture locale et patrimoine

### Musique
Avant l'arrivée des premiers missionnaires en 1842, les gens de Lifou chantaient et dansaient des Fehoa, des danses avec un chœur de chanteurs et un groupe mimant ce que le chant raconte. Les missionnaires (aussi bien protestants que catholiques) décidèrent d'interdire ces danses considérées comme païennes. Ils les remplacèrent par des hymnes et des cantiques. Ainsi que par ce que l'on nomme aujourd'hui des Tempérence ("taperas" en Drehu). Ces chants véhiculent différents messages comme l'abstinence à l'alcool. Les plus connue aujourd'hui sont "Ketre atre trenamo"; "Nyipëti a tro ië"; .... De nos jours, lors de la période de Pâques, ont peut assister à un concours de "Taperas" à la Convention protestante annuelle. D'autres types de chants sont apparus en opposition aux chant religieux: les Wejein, aussi appelés Nyima ne gojeny ("Chant de la route"). Autrefois on ne les chantait qu'au retour des champs ou entre jeunes lors de fêtes. Ces chants sont parfois utilisé pour se draguer, se moquer de telle ou telle personne ou encore véhiculer des conseils de vie (Uke hajin).

### Danse
Wetr : Une troupe de danse, La troupe de Wetr, en exercice depuis 1992 sous l'autorité de Paul Sihaze, Grand Chef du Wetr, a mis en place divers spectacles marquants du renouveau culturel, et des activités d'animation particulièrement en direction des jeunes. Leurs créations s'exportent : Ziethel, Hotr, Kapa, Very Wetr, Dröhne Pahatr, Trenge Ewékë. Fin avril 2016, leur dernier spectacle se nomme Xötr (génération), chorégraphie de Jean-Georges Hnamano Drengen et sa jeune troupe de danse Wetr création. Il existe dans certaines tribus du district de wetr une école de danse qui se produit à l'occasion des manifestations culturelles et traditionnelles du district de Wetr et aussi à l'extérieur (la troupe de danse de Xepenehe ou Wawa, la troupe de danse de Hnathalo, la troupe de danse de Muj, la troupe de danse de Kumo ou Wangekö et la troupe de danse de Tingeting). La fête de 50 ans de l'AS WETR (octobre 2016), dernière manifestation culturelle dans laquelle s'est produit la grande fusion des troupes de danse des tribus de Wetr. Le Bua, danse guerrière reprise récemment par la nouvelle génération des jeunes de Hunëtë et se produit également dans les manifestations culturelles et dans les cérémonies coutumières.
Lössi : Un peu plus dans le sud de l'île, dans le district de Lôssi, il y a une danse guerrière exclusivement masculine, connue sous le nom de Bua, qui appartient à la tribu de Kedeigne. Cette danse représente non seulement la fierté mais aussi l'identité de cette tribu. Aujourd'hui, deux associations gèrent cette danse, une sur l'île elle-même, l'association Canönepa et l'autre sur Nouméa, l'association Bua Ka Catr, dans le but principal est la sauvegarde ainsi que la préservation du patrimoine. À noter aussi qu'à travers l'association Canönepa, le Bua a pu être exporté hors du territoire, notamment, à Paris, en Martinique, au Vanuatu, aux îles Fidji, et plus récemment lors des XIVe Festival des Arts du Pacifique aux îles Salomon en juin 2011[réf. souhaitée] et lors du Festival des Arts mélanésiens au Papouasie Nouvelle-Guinée en 2014. En octobre 2016, lors des 50 ans de Wetr, la troupe Bua ka catr s'est distinguée par une prestation spectaculaire et très originale qui s'est répandue à travers le territoire. La chorégraphie pour ces 50 ans, avait pour thème Amelen (« retour aux sources »).

### Lieux et monuments
- Chapelle Saint-Anne d'Inagoj.
- Chapelle du Sacré-Cœur de Wé.
- Chapelle Notre-Dame-de-Lourdes de Lifou.
- Église Saint-Jean-Baptiste de Nathalo.

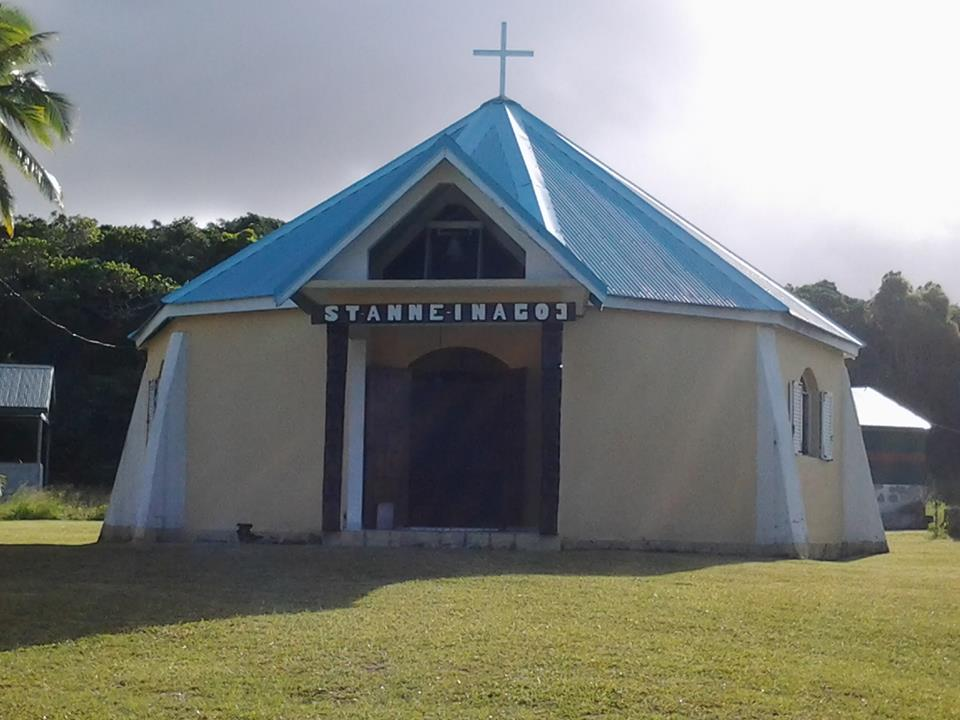
Chapelle Saint-Anne d'Inago

### Personnalités liées à la commune
- XIXe
  - Le missionnaire protestant samoan Paoo ou Fao (fer), évangélisateur de l'île à partir de 1842,
  - Le pasteur protestant McFarlane, par ailleurs introducteur vraisemblable de la vanille vers 1860,
  - Les pères maristes Pionnier, Fraysse, Lecouteau, Montrouzier, Goubin (-1916),
- XXe
  - L'ancien sénateur et député européen non-indépendantiste Dick Ukeiwé, né à Xodrë en 1928 et mort en 2013,
  - L'indépendantiste radical Yann Céléné Uregeï, né à Tiga en 1932 et mort en 2000,
  - L'indépendantiste modéré Cono Hamu, natif de Traput, maire de 1989 à 1993,
  - Le pasteur et missionnaire Etienne Bergeret (1883-1939) fonde en 1926 la Société d'entr'aide de Lifou dont le bateau Les trois amis désenclave l'île. Il séjoune à Lifou de 1922 à 1930[35].
  - Les grands chefs : Henri Boula, Evanes(e) Boula,
- XXIe
  - Le footballeur Jacques Zimako, né à Drueulu en 1951,
  - Le footballeur Christian Karembeu, champion du monde 1998 et d'Europe 2000 avec l'équipe de France, né en 1970 à Lifou, dont il est originaire par sa mère, alors que le clan de son père vient de Canala,
  - Le syndicaliste et homme politique indépendantiste Louis Kotra Uregei, habitant de la tribu de Tiga,
  - L'actuel maire depuis 2023 après l'avoir déjà été de 2001 à 2014 avant d'être président de la province des îles Loyauté de 2004 à 2019, l'indépendantiste Néko Hnepeune, natif de Wé,
  - L'un des deux sénateurs de la Nouvelle-Calédonie depuis 2023, l'indépendantiste Robert Xowie, natif de Siloam, premier magistrat de 1995 à 2001 et de 2014 à 2023 ainsi que président de la province des îles Loyauté de 1999 à 2004,
  - L'écrivain poète slameur Paul Wamo, né en 1981,
  - Le linguiste spécialiste du drehu Léonard Drilë Sam, homme politique non-indépendantiste, né dans l'île,
  - Le rappeur Ybal Khan,
  - Le président de la province des îles Loyauté depuis 2019, Jacques Lalié, né à Wé,
  - L'athlète handisport Thierry Cibone, deux fois champion du monde en poids et disque dans sa catégorie, originaire de Mou,
  - Yann Waïpilou Hnautra, originaire de la tribu de Traput.